# بياتريس باربا
بياتريس باربا (بالإسبانية: Beatriz Barba de Piña Chan) هي عالمة آثار مكسيكية، ولدت في 16 سبتمبر 1928 في مدينة مكسيكو في المكسيك.